# П'єр Дюшен
П'єр Дюше́н (фр. Pierre Duchesne, 27 лютого 1940, Ля Малбе фр. La Malbaie, Квебек) — колишній Генеральний секретар Національної асамблеї (парламенту), а з 7 червня 2007 — лейтенант-губернатор провінції Квебек (Канада).

## Біографія
Вчився у Семінарії міста Шикутімі (тепер — місто Сагне). Закінчив юридичне відділення Університету Лаваль (Université Laval) у місті Квебек.
У 1984—2001 роках — Генеральний секретар Національної асамблеї (парламенту) Квебеку.
7 червня 2007 року, після відставки Ліз Тібо, замішаної у фінансовому скандалі, був призначений новим, тридцять восьмим за рахунком лейтенант-губернатором Квебеку.